# 会同 (年号)
会同（938年十一月—947年正月）是遼太宗耶律德光的年号。辽朝使用该年号共10年。
吴越国在耶律德光入主中原後奉遼朝年號，947年八月以後改奉後漢天福年號。

## 改元
- 天顯十三年——十一月二十三日，改元會同。[4]
- 會同十年——二月一日，遼太宗改國號為大遼，改元大同。[5]

## 紀年對照表
| 会同 | 元年  | 二年  | 三年  | 四年  | 五年  | 六年  | 七年  | 八年  | 九年  | 十年  |
| ---- | ----- | ----- | ----- | ----- | ----- | ----- | ----- | ----- | ----- | ----- |
| 公元 | 938年 | 939年 | 940年 | 941年 | 942年 | 943年 | 944年 | 945年 | 946年 | 947年 |
| 干支 | 戊戌  | 己亥  | 庚子  | 辛丑  | 壬寅  | 癸卯  | 甲辰  | 乙巳  | 丙午  | 丁未  |

## 同期存在的其他政权年号
- 中國
  - 天福（936年－944年）：後晉—石敬瑭之年號
  - 開運（944年－946年）：後晉—石重貴之年號
  - 天福（947年）：後漢—劉知遠之年號
  - 昇元（937年－943年）：南唐—李昪之年號
  - 保大（943年－957年）：南唐—李璟之年號
  - 大有（928年－942年）：南漢—劉龑之年號
  - 光天（942年－943年）：南漢—劉玢之年號
  - 應乾（943年）：南漢—劉晟之年號
  - 乾和（943年－958年）：南漢—劉晟之年號
  - 永樂（942年－943年）：南漢時期—張遇賢之年號
  - 通文（936年－939年）：閩—王繼鵬之年號
  - 永隆（939年－943年）：閩—王延羲之年號
  - 天德（943年－945年）：殷—王延政之年號
  - 广政（938年－965年）：後蜀—孟昶之年號
  - 文德（938年－944年）：大理—段思平之年號
  - 文经（945年）：大理—段思英之年號
  - 至治（946年－951年）：大理國—段思良之年號
  - 同慶（912年－966年）：闐—尉遲烏僧波之年號
- 日本
  - 天慶（938年－947年）：朱雀天皇之年号

## 参見
- 中國年號索引

## 深入閱讀
- 李崇智. . 北京: 中華書局. 2004年12月. ISBN 7101025129.
- 鄧洪波. . 臺北: 國立臺灣大學東亞經典與文化研究計劃. 2005年3月  [2021-11-26]. ISBN 9789860005189. （原始内容 (pdf)存档于2007-08-25）.

| 前一年號： 天显 | 辽朝年号 938年－947年 | 下一年號： 大同 |

| 前一年號： 開運 | 吳越年號 947年 | 下一年號： 天福 |